# Meylan
Meylan är en kommun i departementet Isère i regionen Auvergne-Rhône-Alpes i sydöstra Frankrike. Kommunen ligger i kantonen Meylan som tillhör arrondissementet Grenoble. År 2022 hade Meylan 18 790 invånare.

## Befolkningsutveckling
Antalet invånare i kommunen Meylan
Referens:INSEE